# Cerastium smolikanum
Cerastium smolikanum är en nejlikväxtart som beskrevs av Per Hartvig. Cerastium smolikanum ingår i släktet arvar, och familjen nejlikväxter. Inga underarter finns listade i Catalogue of Life.